# Форнароли, Бруно
Бруно Форнароли Месса (исп. Bruno Fornaroli Mezza; род. 7 сентября 1987[…], Сальто) — уругвайский и австралийский футболист, нападающий клуба «Мельбурн Виктори» и сборной Австралии.

## Клубная карьера

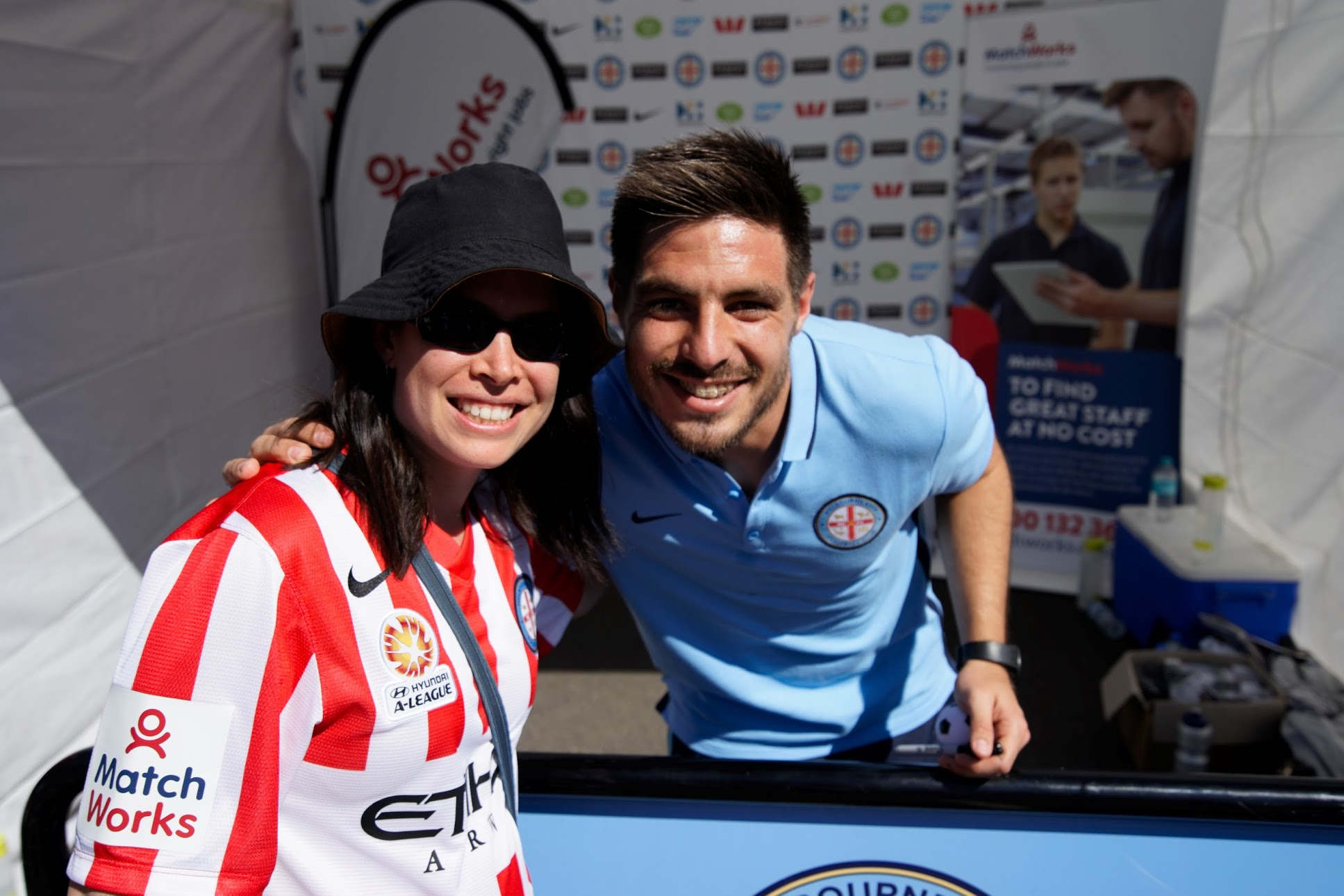
Форнароли (справа) с фанаткой команды «Мельбурн Сити»

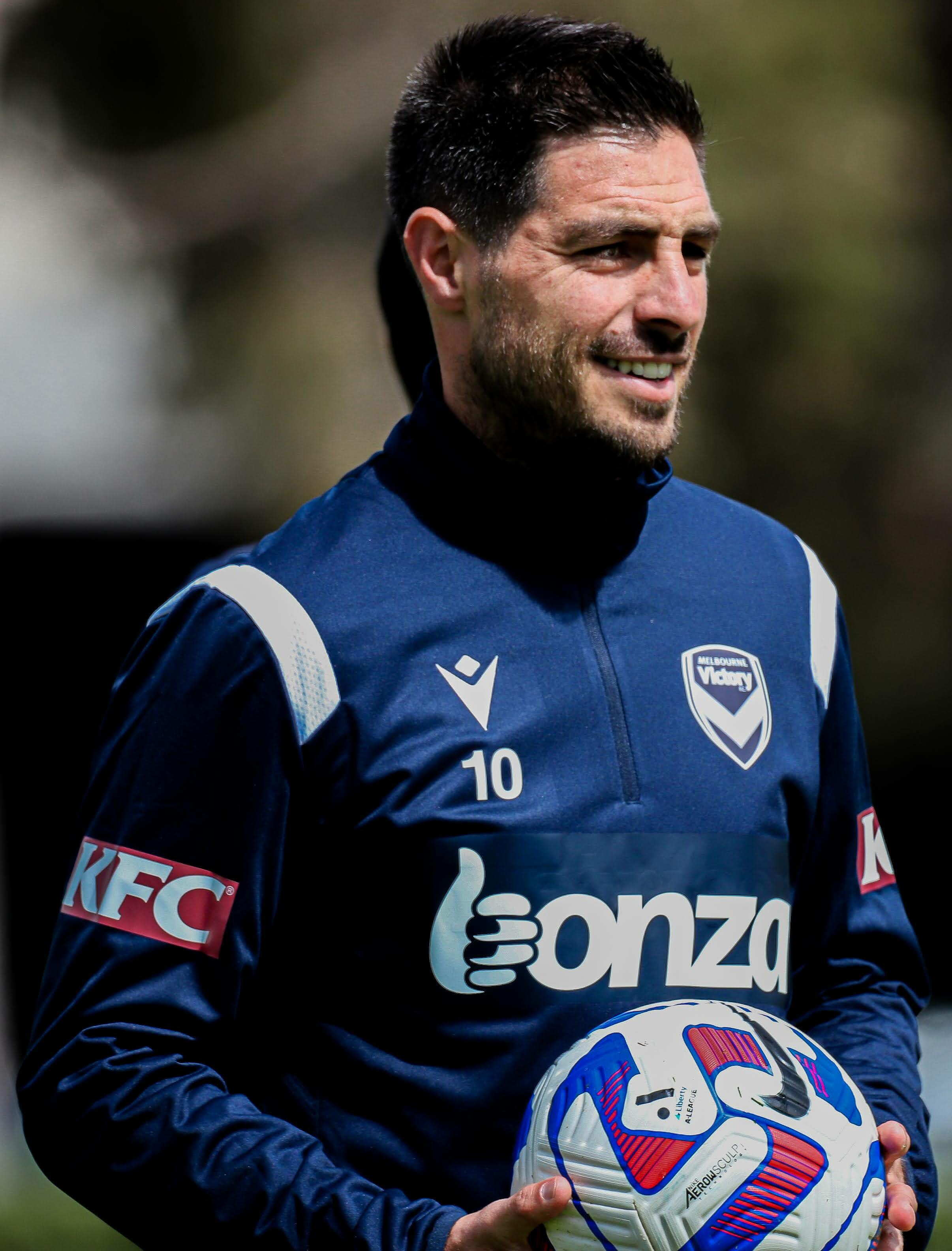
Форнароли в составе «Мельбурн Виктори»

Форнароли — воспитанник клуба «Насьональ». В 2006 году в матче против «Рентистас» он дебютировал в уругвайской Примере. За два сезона Бруно показал хорошую результативность, стал чемпионом Уругвая и заинтересовал европейские клубы. Летом 2008 года Форнароли перешёл в итальянскую «Сампдорию», подписав контракт на пять лет. Сумма трансфера составила 3 млн евро. 14 сентября в матче против «Лацио» он дебютировал в итальянской Серии A. В поединках Кубка УЕФА против литовского «Каунаса» Форнароли забил свои первые голы за «Сампдорию».
В начале 2009 года для получения игровой практики Бруно на правах аренды перешёл в аргентинский «Сан-Лоренсо». 8 марта в матче против «Росарио Сентраль» он дебютировал в аргентинской Примере. 18 мая в поединке против «Химнасии Хухуй» Форнароли сделал «дубль», забив свои первые голы за «Сан-Лоренсо».
Летом 2009 года Бруно вновь был отдан в аренду, его новым клубом стал испанский «Рекреативо». 5 сентября в матче против «Кастельона» он дебютировал в испанской Сегнуде. 10 октября в поединке против «Эльче» Форнароли забил свой первый гол за «Рекреативо». Летом 2010 года он вернулся в «Сампдорию». За следующие полгода Форнароли принял участие всего в одном матче и в начале 2011 года на правах аренды вернулся в родной «Насьональ». После командировки на родину, где он вновь начал забивать Бруно вернулся в Италию. В сезоне 2011/2012 он принял участие в 11 матчах, но так ни разу и не смог поразить ворота соперников.
Летом 2012 года контракт с «Сампдорией» истёк и Форнароли на правах свободного агента подписал трёхлетнее соглашение с греческим «Панатинаикосом». 25 августа в матче против «Левадиакоса» он дебютировал в греческой Суперлиге. 29 ноября в поединке Кубка Греции против «Прудефтики» Бруно сделал «дубль», забив свои первые голы за «Панатинаикос». Из-за низкой результативности, руководство греческого клуба решило расторгнуть контракт с Форнароли.
В начале 2014 года Бруно вернулся на родину, где присоединился к «Данубио». 4 февраля в матче против «Серро-Ларго» он дебютировал за новый клуб. 8 марта в поединке против «Хувентуд Лас-Пьедрас» Форнароли забил свой первый гол за «Данубио». В этом же году он во второй раз стал чемпионом Уругвая. Летом 2014 года Бруно на правах аренды перешёл в бразильский «Фигейренсе», но не сыграв ни минуты вернулся обратно. Летом 2015 года Форнароли подписал контракт с австралийским «Мельбурн Сити». 10 октября в матче против «Сиднея» он дебютировал в A-Лиге. Через неделю в поединке против «Мельбурн Виктори» Бруно забил свой первый гол за «Мельбурн Сити». 5 марта 2016 года в матче против «Сиднея» он сделал хет-трик. В своём дебютном сезоне Форнароли стал лучшим бомбардиром чемпионата, забив 23 гола, а также помог команде завоевать Кубок Австралии. Бруно стал первым футболистом быстрее всего забил 30 голов в чемпионате.
Летом 2019 года Форнароли перешёл в «Перт Глори». 13 октября в матче против «Брисбен Роар» он дебютировал за новую команду. 27 октября в поединке против «Веллингтон Феникс» Бруно забил свой первый гол за «Перт Глори». 31 октября 2022 году Форнароли перешёл в «Мельбурн Виктори». 4 ноября в матче против «Ньюкасл Юнайтед Джетс» он дебютировал за новый клуб. В этом же поединке Бруно забил свой первый гол за «Мельбурн Виктори». 18 января 2023 года подписал полноценный контракт с клубом. 3 февраля вышел на поле в своём 150-м матче в Эй-лиге. 18 февраля в домашней игре с «Мельбурн Сити» вышел в стартовом составе и отметился результативным ударом, став первым футболистом в истории, забивавшем в Мельбурнском дерби за обе команды.

## Международная карьера
В 2022 году, после получения австралийского паспорта Бруно принял решение выступать за Австралию. 24 марта в отборочном матче чемпионата мира 2022 против сборной Японии Форнароли дебютировал за сборную Австралии.
В 2024 году Форнароли принял участие в Кубке Азии 2023 в Катаре. На турнире он сыграл в матчах против команд Индии, Сирии, Узбекистана, Индонезии и Южной Кореи.

## Личная жизнь
Бруно Форнароли — близкий друг Луиса Суареса, с которым знаком с двенадцати лет. Они оба родом из Сальто, и оба начинали карьеру в «Насьонале». Когда Форнароли был вызван в сборную Австралии на Кубок Азии 2023, Суарес был первым, кто поздравил его.

## Достижения
Клубные
 «Насьональ»
- Победитель уругвайской Примеры (2) — 2010/11, 2013/2014

 «Мельбурн Сити»
- Обладатель Кубка Австралии — 2016

Личные
- Лучший бомбардир А-Лиги (23 гола) — 2016/2017